# محطة جالبايغوري الجديد

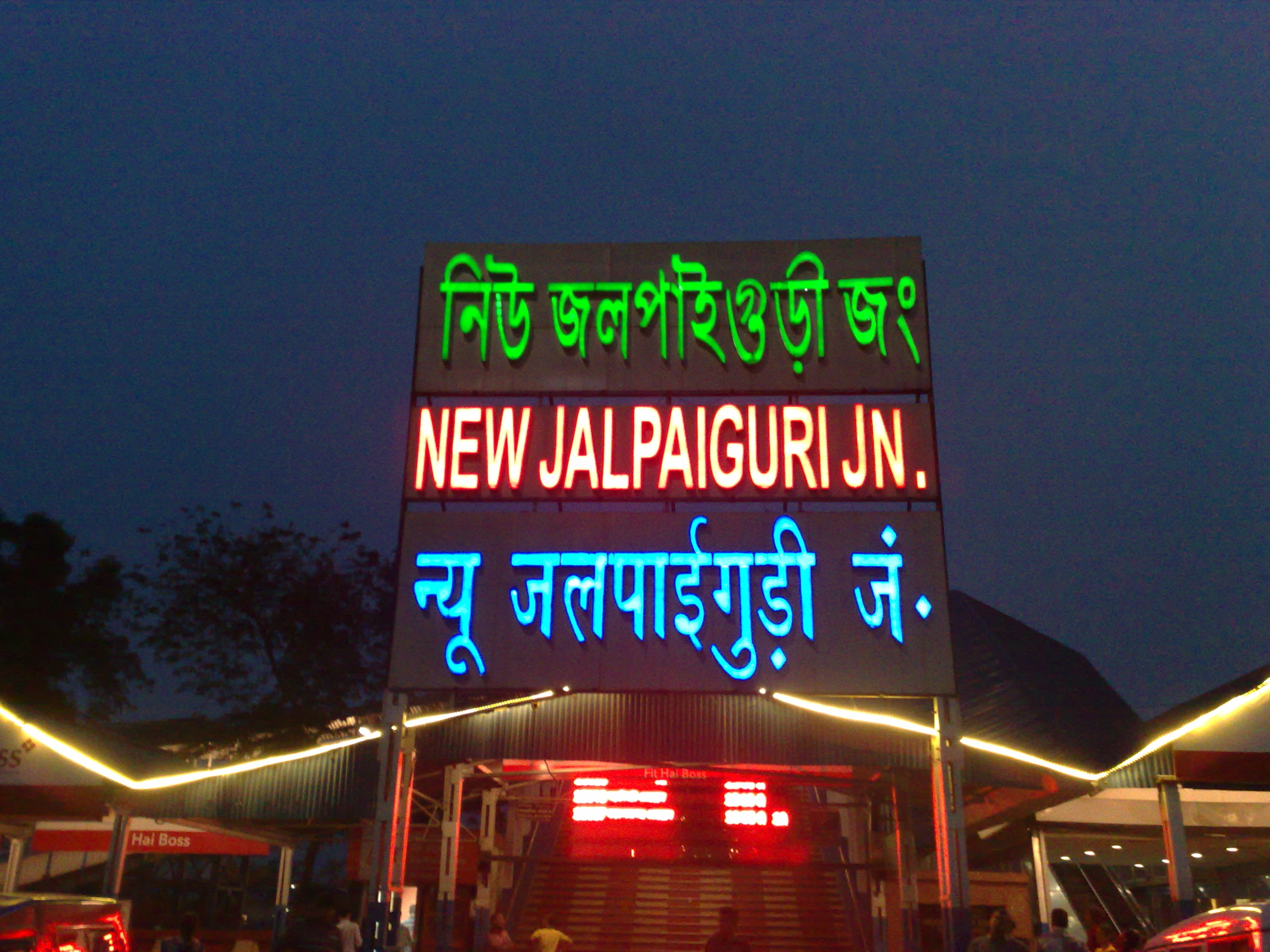
محطة جالبايغورى الجديد

محطة جالبايغورى الجديد أو محطة نيو جالبايغوري (رمز المحطة: NJP) محطة للسكك الحديدية تقع في منطقة جالبايغوري القريبة وتخدم مدينة سيليجري في ولاية بنغال الغربية في الهند.

## وصلات خارجية
‌